# Ferdinand Peroutka
Ferdinand Peroutka, periodista y escritor checo, nació en Praga el 6 de febrero de 1895 y murió el 20 de abril de 1978 en Nueva York. 
Sus primeros artículos los escribió bajo el régimen del emperador Francisco José I. Después del fin de la Primera Guerra Mundial se desempeñó –hasta 1923- como redactor jefe del diario independiente Tribuna. Fue el gran periodista de la primera República de Checoslovaquia, que nació octubre de 1918. Y si bien Peroutka respalda al nuevo Estado democrático, ello no significaba que hiciera una aguda crítica de los errores de los sucesivos gobiernos republicanos.
En 1924 se incorpora como redactor político al equipo periodístico de Lidové noviny, fundando, al mismo tiempo, su propio semanario "Presencia"  (Pritomnost), donde trabajó con Milena Jesenská. La publicación de "Pritomnost" fue suspendida en agosto de 1939 cuando la República Checoslovaca ya estaba ocupada por las tropas de la Alemania nazi y Ferdinand Peroutka fue detenido.
Permaneció seis anos encarcelado en la prisión de Pankrác, en Praga, y en los campos de concentración de Dachau y Buchenwald.
En los artículos de Peroutka del período de entreguerras se expresa la idea de que el conflicto fundamental del siglo XX no se libraba entre el capitalismo y el socialismo, sino entre la democracia y el totalitarismo, ya sea en su variante fascista o comunista. Pensaba que todos los problemas económicos y sociales podían ser solucionados en el marco de la democracia, sin que fuera necesario cercenar la libertad política y los valores inherentes a la tradición cultural europea
Al finalizar la Segunda Guerra Mundial, Ferdinand Peroutka fue redactor jefe de Svobodné noviny, hasta febrero de 1948 cuando el Partido Comunista Checo toma el poder. En abril de 1948, parte al exilio y entre 1951 y 1961, fue director de la sección checoslovaca de la estación Europa Libre. 
Durante cuarenta anos existió sobre su obra una estricta prohibición de ser publicada. Después de noviembre de 1989, la editorial Lidové noviny, reeditó la obra de Peroutka, "La edificación del Estado". El libro, de cuatro tomos, describe la formación del Estado Checoslovaco desde el año 1918.
En 1995, con motivo del centenario de su nacimiento fue fundado el Premio Ferdinand Peroutka que se entrega cada año a los mejores periodistas y publicistas checos.
- Datos: Q571680
- Multimedia: Ferdinand Peroutka / Q571680